# Diese Drombuschs
Diese Drombuschs ist eine Familienserie des Autors Robert Stromberger in 39 Episoden, die von 1983 bis 1994 mit großem Erfolg im ZDF ausgestrahlt wurde.

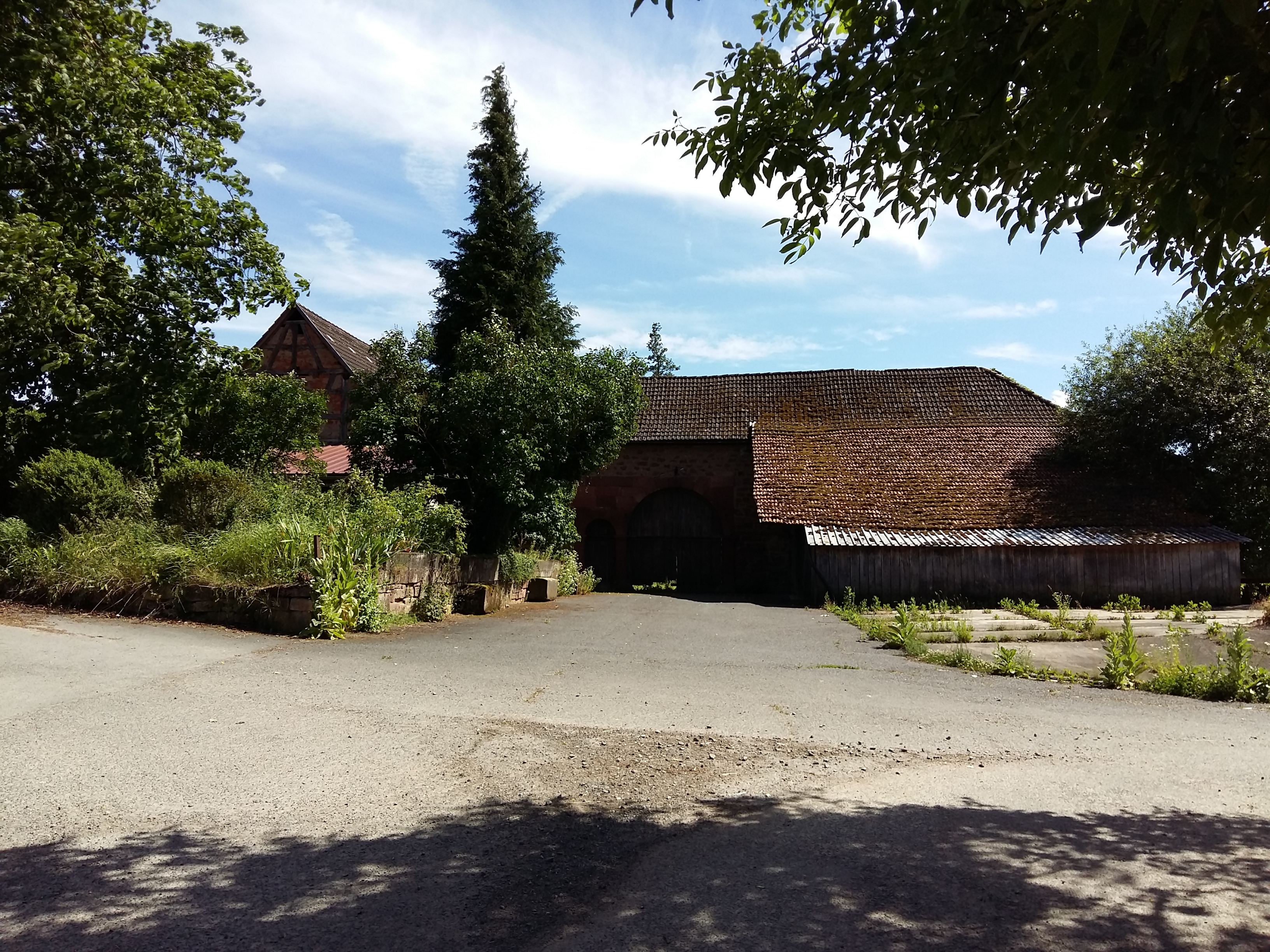
Die Bundenmühle in Otzberg war einer der Hauptdrehorte. Sie diente als Kulisse für das Wohnhaus der Familie Drombusch und das Heurigen-Lokal.

## Produktion
Die Hauptdreharbeiten fanden unter anderem in Otzberg-Lengfeld (Landkreis Darmstadt-Dieburg) statt, zum Beispiel in der Bundenmühle (Karte). Regisseure der Serie waren Claus Peter Witt, Michael Meyer und Michael Günther. Die Filmmusik wurde von Eugen Thomass geschrieben.
Neben bereits bekannten Schauspielern wie Günter Strack und Witta Pohl wurden durch die Serie auch Jungschauspieler wie Marion Kracht, Sabine Kaack und Anja Jaenicke populär.
Bereits im März 1989 war geplant, dass die letzten der insgesamt 39 Folgen im Jahr 1994 ausgestrahlt werden.

## Handlung
Die Serie handelt von einer Darmstädter Familie und ihren Schicksalsschlägen.

### Staffel 1 (1983/84)
Familie Drombusch bewohnt in der Darmstädter Innenstadt ein Wohnhaus mit einem Antiquitätengeschäft im Erdgeschoss, das Vater Sigi betreibt. Seine Frau Vera unterstützt ihn dabei. Seine Kinder Chris, Marion und Thomi leben ebenfalls dort. Chris ist bei der Polizei, Marion arbeitet bei einem Gynäkologen als Sprechstundenhilfe und Thomi geht noch zur Schule. Vater Sigi engagiert sich auch beim Magistrat für das Wohl älterer Menschen.
Derweil machen ihm die Kinder Sorgen: Chris lässt ungefragt Freundinnen bei sich übernachten, Thomi bekommt schlechte Noten, weil er jobbt, und Marion provoziert ihren Chef. Jedes Jahr zu Weihnachten kündigt sich Oma Margarethe an, Sigis Mutter, doch diesmal lädt die Familie sie aus, weil sie fürchtet, das Fest alleine mit ihr verbringen zu müssen.
Sie kommt jedoch trotzdem und möchte alsbald in deren Nähe wohnen. Durch geschicktes Taktieren kann sie Sigi dazu bringen, sie bei ihnen einziehen zu lassen. Der Zustand ist jedoch nicht von Dauer, da Herr Diehl sich in Oma Margarethe verguckt hat. Sie zieht schließlich bei ihm ein. Marion ist von ihrem Chef mittlerweile gekündigt worden.

### Staffel 2 (1985)
Tochter Marion ist nach Hamburg gegangen. Sie arbeitet dort in einer Kneipe und hat ein Kind von einem arbeitslosen Musiker bekommen. Ihre Eltern wissen nichts davon, nur Chris hat Telefonkontakt mit ihr. Der Vater des Kindes versucht vergeblich mit ihr zusammenzukommen, doch scheitert dies an seinem unsteten Lebenswandel.
Vater Sigi möchte für seine Familie ein Haus bauen. Dies scheitert jedoch am Architekten. Bei der Beerdigung eines Kollegen aus dem Magistrat taucht Ludwig Burlitz, ein Vetter Veras, auf. Er sucht angeblich ein Grundstück für ein Hotel. Ludwig überzeugt Vera und Sigi davon, kein Haus zu bauen, sondern eines zu kaufen. Nach vergeblicher Suche zeigt Ludwig ihnen eine alte Mühle außerhalb der Stadt. Der Kauf scheint wegen fehlender Stromversorgung fast zu scheitern, doch Sigi weiß aus guter Quelle, dass dort bald eine gebaut wird, und erwirbt das Gebäude. Nach anfänglichen Problemen und explodierenden Kosten wächst Sigi der Umbau der Mühle über den Kopf. Der Denkmalschutz kostet ihn zusätzlich Geld. Dieses versucht er mit Einkünften durch einen Tee- und Tabakladen zu kompensieren.
Chris hat derweil bei der Polizei mit gewalttätigen Demonstranten zu tun, die seinen Kollegen mit einer Zwille schwer verletzt haben. Zudem wird er für kurze Zeit durch Reizgas außer Gefecht gesetzt, als er einen Dieb in Notwehr erschießt. Bei einem Amateurrennen lernt er seine neue Liebe Tina kennen.
Sigis Stress beginnt sich auch gesundheitlich in Kreislaufzusammenbrüchen zu zeigen. Er vernachlässigt Vera so sehr, dass sie alleine die Oper besuchen muss und dort ihre zweite Karte dem Journalisten Martin Sanders überlässt. Sigi wird nach einem Kollaps in einem Lokal ins Krankenhaus eingeliefert. Marion beschließt, ihr Geheimnis den Eltern preiszugeben, kehrt nach Darmstadt zurück und präsentiert ihren Eltern den Enkel Daniel.
Nebenbei sind Sigi und Vera hinter Ludwigs Geheimnis gekommen, dass er pleite ist und kein Hotel im Schwarzwald mehr besitzt. Als er wegen Steuerhinterziehung im Gefängnis landet, beichtet er Sigi seine Probleme. Sigi bezahlt seine Schulden, damit er das Gefängnis verlassen kann. Des Weiteren kann Ludwig sie von einem Umbau der alten Mühle überzeugen.

### Staffel 3 (1987)
Sigi will sich seine Krankheit nicht eingestehen und wie gewohnt weitermachen. Als er am Kronleuchter in der Mühle arbeiten will, bekommt er einen Herzinfarkt und stirbt in Veras Armen. Vera beginnt daraufhin wieder als Nachtschwester zu arbeiten. Tagsüber führt sie den familiären Antiquitätenladen weiter. Sie lässt sich nach mehreren Zusammentreffen auf Martin Sanders ein, der jedoch verheiratet ist, was er ihr verschweigt. Sie selbst wird von Ludwig umschwärmt, der um Martins Geheimnis weiß.
Marion ist aus Hamburg zurückgekehrt und geht auf Veras Angebot ein, die Heurigen-Lokal-Idee ihres verstorbenen Vaters umzusetzen. Mit Hilfe des Brauereibesitzers Berning soll dies gelingen, doch Ludwig kennt ihn von früher und durchkreuzt seine Pläne, sich die alte Mühle mittels eines Knebelvertrages einzuverleiben.
Chris und Tina leben mittlerweile zusammen und heiraten. Tinas Vater, Herrn Reibold, missfällt der Beruf von Chris, da er einen Schwiegersohn braucht, der die Firma übernimmt. Nebenbei macht jedoch auch Marions neuer Freund Peter Ärger, nachdem er eine Frau alkoholisiert angefahren hat und diese gestorben ist. Chris ermittelt in diesem Fall und entzieht ihm Fahrerlaubnis und Auto. Peter sieht sich jedoch im Recht, auch ohne Führerschein weiter zu fahren, und holt sich seinen Wagen zurück. Als Chris ihm an der Mühle immer wieder begegnet, meldet er dies jedoch nicht seiner Dienststelle. Eines Abends fährt Peter betrunken von der Mühle weg und drängt die mittlerweile schwangere Tina auf ihrem Roller vom Weg ab. Vera findet sie, aber sie verliert ihr Kind.
Thomi hat seine künstlerische Ader entdeckt und lernt Geige spielen. Margarethe unterstützt seine Ambitionen hinter Veras Rücken. Mittlerweile wohnt Margarethe mit Frau Werbelhoff in einer Wohngemeinschaft, und beide werben um die Gunst des Vermieters Herr Schüler.
Als Vera nach Wien reist, folgt ihr Martin und sie verbringen eine Nacht miteinander. Ludwig folgt ihnen auch und muss enttäuscht feststellen, wie eng es zwischen beiden schon ist. Aus lauter Liebeskummer betrinkt er sich im Rotlichtmilieu Wiens. Am Morgen danach klärt er Vera im Frühstücksraum über Sanders auf und kehrt nach Darmstadt zurück.
Vera ist von Martin enttäuscht, doch er kann sie zuhause davon überzeugen, dass er getrennt lebt und seine Frau nicht mehr liebt. Doch Martins Frau möchte ihn zurück und intrigiert gegen Vera. Bei einem Presseball, bei dem Martin Vera als seine Begleitung eingeladen hat, macht ihm seine Frau Brigitte eine Szene.

### Staffel 4 (1989/1990)
Martin und Vera sind mittlerweile ein Paar. Doch Martin möchte einen Teil seiner Freiheit behalten. Brigitte will ihn immer noch zurück und verschweigt ihm, dass sie von einem Liebhaber schwanger geworden ist. Sie kann jedoch aus gesundheitlichen Gründen nicht abtreiben. Um ihn wiederzubekommen, benutzt sie auch ihre gemeinsame erwachsene Tochter Astrid als Vorwand. Als sie ihm die Schwangerschaft beichtet, überlässt er sie sich selbst. Sie treibt trotz der Gefahr für ihr Leben ab und will sich an ihm rächen.
Marion hat das Lokal in der Mühle an Vera verkauft, um mit dem Erlös eine Praxis für Peter zu finanzieren. Ludwig arbeitet seit zwei Jahren auf dem Rummelplatz; doch seine neue Partnerin Herma Hohenscheid verkauft ihr Karussell. Nur ein altes Karussellpferd behält sie aus unbekannten Gründen. Sie kauft Vera das Heurigen-Lokal in der alten Mühle ab, und Ludwig wird dort Oberkellner. Als Herma stirbt, findet Ludwig in dem alten Pferd 800.000 Mark, die Herma der Steuer hinterzogen hat. Er kauft sich ein teures Auto und legt das Geld bei einer dubiosen Anlagefirma an.
Marion lernt durch ihren neuen Job – sie betreibt nach ihrer Trennung von Peter jetzt einen Brötchenlieferdienst – den Chef der Anlagefirma kennen, der auch eine Bar betreibt, in der sie schließlich als Geschäftsführerin eingesetzt wird. Vera, Martin, Yvonnche und Ludwig geraten durch Zufall in diese Bar. Ludwig erkennt dort den Geschäftsführer wieder. Als er erfährt, dass die Anlagefirma, der er sein Geld anvertraut hat, wegen einer Razzia aufgelöst wurde, will er von Marion wissen, wohin dieser Geschäftsführer verschwunden ist. Chris ist mittlerweile bei der Kripo und soll diese Bar observieren. Er fliegt auf, und die Razzia seiner Kollegen wird zum Desaster. Im Verdacht, seine Schwester vorgewarnt zu haben, kehrt er zum Streifendienst zurück. Marion erpresst ihren Chef mit kompromittierenden Unterlagen, die sie vor der Razzia hatte verschwinden lassen, und steigt aus seinen Machenschaften aus.
Als Martin seiner Frau Brigitte in die Schweiz folgt, da sie die Scheidung verschleppt, erkennt er die Chance, diese zu beschleunigen. Doch durch Tinas Unvorsichtigkeit hat Martins Tochter Astrid mitgehört, dass Chris und Marion ein rechtliches Problem bekommen könnten. Brigitte erpresst damit Vera, damit Martin bei der Scheidung auf ihre Lösung eingeht. Doch Brigitte hält sich nicht an die Abmachung, und Martin verlässt Vera in Richtung Israel. Vera folgt ihm dorthin und will sich dafür entschuldigen. Sie erkennen bei einer Panne in der Wüste jedoch, dass aus ihrer Beziehung nichts werden kann.

### Staffel 5 (1992)
Vera arbeitet als Fremdenführerin, Tina als Redakteurin, Chris als Polizist und Revierleiter, Marion betreibt das Lokal „Katakomben“, Ludwig ein Weinlokal im Hof der alten Mühle und Thomi wird zur Bundeswehr eingezogen. Dann ereilt die Familie Drombusch ein weiterer Schicksalsschlag: Chris wird bei einem Einsatz bei einem Fußballspiel durch Hooligans so schwer verletzt, dass er an den Folgen stirbt. Seine Frau Tina, die einen Jungen vor dem Zugriff der Behörden versteckt, will das Kind trotz des Todes ihres Mannes adoptieren. Vera versucht zu beweisen, dass der Tod ihres Sohnes kein Unglücksfall war, sondern dass er erschlagen wurde. Am Ende der Staffel taucht ein Videoband auf, das den Totschlag an Chris beweist.

### Staffel 6 (1994)
Vera arbeitet wieder als Krankenschwester, Marion betreibt weiterhin ihr Lokal und ihr Freund hat eine Anwaltskanzlei. Tina arbeitet weiter als Redakteurin und Thomi ist arbeitslos. An Vera sind die Spuren der letzten Jahre nicht schadlos vorbeigegangen. An Depressionen leidend, begibt sie sich in stationäre Behandlung und wird schließlich als geheilt entlassen.
Ludwig, der von seiner neuen Liebe Marga Diebelshauser hintergangen wurde, betreibt nun ein Puppentheater auf einem Rummelplatz. Nach einem Unfall will er nach Mauritius auswandern. Vera reist ihm nach, um ihn zu überzeugen, wieder nach Hause zu kommen.
Die an Demenz erkrankte Margarethe kann ihr Leben nicht mehr alleine bewältigen. Sie verursacht versehentlich einen Brand, der die alte Mühle einen Raub der Flammen werden lässt. Durch die Nachricht geschockt, kehrt Vera mit Ludwig zurück nach Darmstadt. In Erwartung, dass die Brandversicherung zahlen muss, beschließen Vera und Ludwig am Ende dieser letzten Staffel, alles wieder aufzubauen und gemeinsam ein kleines Lokal zu betreiben.

## Besetzung

### Hauptdarsteller
| Schauspieler                | Rollenname                    | Staffeln | Rollenbeschreibung                          |
| --------------------------- | ----------------------------- | -------- | ------------------------------------------- |
| Witta Pohl                  | Vera Drombusch                | 1–6      | Mutter Drombusch                            |
| Hans Peter Korff            | Siegfried „Sigi“ Drombusch †  | 1–3      | Vater Drombusch                             |
| Grete Wurm                  | Margarethe Drombusch          | 1–6      | Oma Drombusch                               |
| Sabine Kaack                | Marion Drombusch              | 1–5      | Veras und Sigis Tochter                     |
| Susanne Schäfer             | Marion Drombusch              | 6        | Veras und Sigis Tochter                     |
| Mick Werup                  | Christoph „Chris“ Drombusch † | 1–5      | Veras und Sigis älterer Sohn                |
| Eike Schweikhardt           | Thomas „Thomi“ Drombusch      | 1–6      | Veras und Sigis jüngerer Sohn               |
| Günter Strack               | Ludwig Burlitz                | 2–6      | Veras Vetter                                |
| Marion Kracht               | Bettina „Tina“ Drombusch      | 2–6      | Chris’ Ehefrau                              |
| Heinz-Gerhard Lück          | Herbert Reibold               | 2–6      | Tinas Vater                                 |
| Christiane Pauli            | Claudia Reibold               | 2–6      | Tinas Mutter                                |
| Thorben und Thorsten Mahler | Daniel Drombusch              | 2        | Marions Sohn 2 Jahre alt                    |
| Jan Harndorf                | Daniel Drombusch              | 3–6      | Marions Sohn 5–11 Jahre alt                 |
| Michael Degen               | Dr. Martin Sanders            | 2–4      | Veras Freund                                |
| Thomas Schücke              | Peter Wollinski               | 3–4      | Marions zweiter Freund                      |
| Anja Jaenicke               | Yvonne „Yvonnche“ Boxheimer   | 4–6      | Ludwigs Bekannte vom Rummelplatz            |
| Jane Tilden                 | Frau Werbelhoff               | 2–6      | Margarethes Freundin                        |
| Jacques Hipplewith          | Richy Drombusch               | 5–6      | Tinas Ziehsohn                              |
| Sigmar Solbach              | Maximilian Lechner            | 5–6      | Marions vierter Freund                      |
| Max Herbrechter             | Holger Kretschmar             | 6        | Richys Nachhilfelehrer und Tinas neue Liebe |
| Hans Weicker                | Hermann Eurich                | 4–6      | Aushilfskellner Hermann                     |

### Nebenrollen
| Schauspieler             | Rollenname                 | Staffeln | Rollenbeschreibung                               |
| ------------------------ | -------------------------- | -------- | ------------------------------------------------ |
| Franz Rudnick            | Herr Immelmann             | 1–3      | Sigis Kollege beim Magistrat                     |
| Peter Buchholz           | Gerd Schräpper             | 1        | Marions erster Freund                            |
| Hannes Messemer          | Herr Diehl                 | 1        | Margarethes Verehrer                             |
| Balduin Baas             | Architekt                  | 2        |                                                  |
| Karl-Heinz Hess          | Revierchef                 | 2        |                                                  |
| Till Topf                | Joost Zimmermann           | 2        | Marions WG-Nachbar                               |
| Pierre Franckh           | Jörg                       | 2–3      | Daniels leiblicher Vater                         |
| Hans-Joachim Heist       | Peter Däumel               | 2–3/6    | Handwerker in der Alten Mühle                    |
| Christa Siems            | Trude Jantzen              | 2        | Lokalbesitzerin in Hamburg                       |
| Hans Wyprächtiger        | Herr Berning               | 3        | Brauereibesitzer                                 |
| Volker Brandt            | Dr. Kreidel                | 3        |                                                  |
| Constanze Engelbrecht    | Brigitte Sanders           | 3–4      | Martins Frau                                     |
| Svenja Pages             | Astrid „Assi“ Sanders      | 3–4      | Martins Tochter                                  |
| Michael Kausch           | Rechtsanwalt Dr. Leiprecht | 4        | Brigittes Anwalt                                 |
| Stephan Schwartz         | Anwalt Achim               | 3–4      | Peters Anwalt                                    |
| Hans Häckermann          | Herr Weikandt              | 3–4      | Martins Chef beim Darmstädter Echo               |
| Joost Siedhoff           | Herr Dr. Plaudt            | 3–4      | Rechtsanwalt und Notar der Drombuschs            |
| Heidemarie Hatheyer      | Herma Hohenscheid †        | 4        | Ludwigs Rummel-Partnerin                         |
| Heinz Schimmelpfennig    | Steuerfahnder Stäckler     | 4        | Auf der Suche nach Hermas Steuerhinterziehung    |
| Kurt Jaggberg            | Portier Franz              | 4        | Hotelportier in Wien                             |
| Buddy Elias              | Gerichtsvollzieher Züngler | 5        | Auf der Suche nach Richy                         |
| Simone Rethel            | Marga Diebelshauser        | 5–6      | Ludwigs Kellnerin, die ihn hintergeht            |
| Hans Clarin              | Herr Heckenroth            | 5        | Heilpraktiker, hat eine Praxis bei Oma Drombusch |
| Eva Zlonitzky            | Sekretärin Glockner        | 3–4      |                                                  |
| Utz Richter              | Rechtsanwalt Kehlhausen    | 3        | Anwalt von Peter bei der Schenkungssache         |
| John Yamoah              | Kwadwo                     | 5        | arbeitet für Marions Brötchendienst und Bar      |
| Heinz-Werner Kraehkamp   | Kommissar Zilsch           | 5        | Ermittelt im Fall Chris                          |
| Hartmut Volle            | Staatsanwalt               | 5        | Staatsanwalt im Fall Chris                       |
| Janina Hartwig           | Sekretärin Weidich         | 5–6      | Sekretärin von Dr. Lechner bei Reibold           |
| Margret Homeyer          | Frau Braatsch              | 5–6      | Dr. Lechners Mutter                              |
| Joachim Kerzel           | Herr Stößner               | 5        | Beamter beim Jugendamt                           |
| Rotraud Schindler        | Oberin                     | 5–6      | Oberin des Altenheimes                           |
| Hans Caninenberg         | Dr. Wendt                  | 6        | Veras Hausarzt im Ruhestand                      |
| Andreas Schmidt-Schaller | Politiker                  | 6        | Macht Wahlwerbung im Altenheim                   |
| Pit Krüger               | Hausmeister                | 6        | Hausmeister des Altenheimes                      |

## Episoden
| Folge | Titel                      | Staffel | Erstausstrahlung              |
| ----- | -------------------------- | ------- | ----------------------------- |
| 1     | Alle Jahre wieder          | 1       | Sonntag, 25. Dezember 1983    |
| 2     | Der Appell                 | 1       | Dienstag, 27. Dezember 1983   |
| 3     | Die Machtprobe             | 1       | Donnerstag, 29. Dezember 1983 |
| 4     | Spiel mit dem Feuer        | 1       | Sonntag, 1. Januar 1984       |
| 5     | Das Konzert                | 1       | Sonntag, 8. Januar 1984       |
| 6     | Entscheidungen             | 1       | Sonntag, 15. Januar 1984      |
| 7     | Das kalkulierbare Risiko   | 2       | Montag, 11. November 1985     |
| 8     | Das Loch im System         | 2       | Dienstag, 12. November 1985   |
| 9     | Flucht nach vorn           | 2       | Sonntag, 17. November 1985    |
| 10    | Das provozierte Verhängnis | 2       | Dienstag, 19. November 1985   |
| 11    | Die manipulierte Chance    | 2       | Freitag, 22. November 1985    |
| 12    | Liebe ist Unvernunft       | 2       | Sonntag, 24. November 1985    |
| 13    | In der Mitte des Lebens    | 3       | Montag, 14. September 1987    |
| 14    | Die Zeit danach            | 3       | Dienstag, 15. September 1987  |
| 15    | Die Herausforderung        | 3       | Sonntag, 20. September 1987   |
| 16    | Prüfung für zwei           | 3       | Dienstag, 22. September 1987  |
| 17    | Die Gretchenfrage          | 3       | Sonntag, 27. September 1987   |
| 18    | Das Zerwürfnis             | 3       | Dienstag, 29. September 1987  |
| 19    | Der Prozess                | 3       | Sonntag, 4. Oktober 1987      |
| 20    | Wiener Liebe               | 3       | Sonntag, 11. Oktober 1987     |
| 21    | Das zweite Leben           | 3       | Sonntag, 18. Oktober 1987     |
| 22    | Abschied im Zorn           | 4       | Montag, 1. Januar 1990        |
| 23    | Späte Einsicht             | 4       | Dienstag, 2. Januar 1990      |
| 24    | Das Vermächtnis            | 4       | Sonntag, 7. Januar 1990       |
| 25    | Der falsche Weg            | 4       | Dienstag, 9. Januar 1990      |
| 26    | Der Verlierer              | 4       | Sonntag, 14. Januar 1990      |
| 27    | Die Heimkehr               | 4       | Montag, 15. Januar 1990       |
| 28    | Verlorene Zärtlichkeit     | 5       | Mittwoch, 1. Januar 1992      |
| 29    | Der Makel                  | 5       | Sonntag, 5. Januar 1992       |
| 30    | Um keinen Preis            | 5       | Montag, 6. Januar 1992        |
| 31    | Liebe ist auch ein Recht   | 5       | Mittwoch, 8. Januar 1992      |
| 32    | Die treibende Kraft        | 5       | Sonntag. 12. Januar 1992      |
| 33    | Der Weg zurück             | 5       | Montag, 13. Januar 1992       |
| 34    | Notsignale                 | 6       | Samstag, 1. Januar 1994       |
| 35    | Im Abseits                 | 6       | Montag, 3. Januar 1994        |
| 36    | Geschenktes Leben          | 6       | Sonntag, 9. Januar 1994       |
| 37    | Die Stärke der Schwachen   | 6       | Montag, 10. Januar 1994       |
| 38    | Der Zerfall                | 6       | Mittwoch, 12. Januar 1994     |
| 39    | Der Aufbruch               | 6       | Sonntag, 16. Januar 1994      |

## DVD
Alle 39 Folgen sind auf 16 DVDs erschienen, die sowohl als Komplettbox als auch einzeln erhältlich sind.